# BR-456
De BR-456 is een federale weg in de deelstaat São Paulo in het zuiden van Brazilië. De weg is een verbindingsweg tussen Nhandeara en Matão.
De weg heeft een lengte van 219 kilometer.

## Aansluitende wegen
- BR-154, BR-262, SP-310 en SP-461 bij Nhandeara
- SP-377 bij Monte Aprazível
- SP-320 bij Mirassol
- BR-153, BR-265, SP-425 en SP-427 bij São José do Rio Preto
- SP-379 bij Uchoa
- SP-321 en SP-351 bij Catanduva
- SP-333
- SP-319
- BR-364, SP-310 en SP-326 bij Matão

## Plaatsen
Langs de route liggen de volgende plaatsen:
- Nhandeara
- Monte Aprazível
- Mirassol
- São José do Rio Preto
- Cedral
- Uchoa
- Catiguá
- Catanduva
- Pindorama
- Santa Adélia
- Matão